# Pădurea Zamostea - Lunca
Pădurea Zamostea - Lunca este o arie protejată de interes național ce corespunde categoriei a IV-a IUCN (rezervație naturală de tip forestier) situată în județul Suceava, pe teritoriul administrativ al comunei Zamostea.

## Localizare
Aria protejată cu o suprafață de 107,60 hectare se află în lunca dreaptă a râului Siret, la limita nord-estică a județului Suceava cu județul Botoșani.

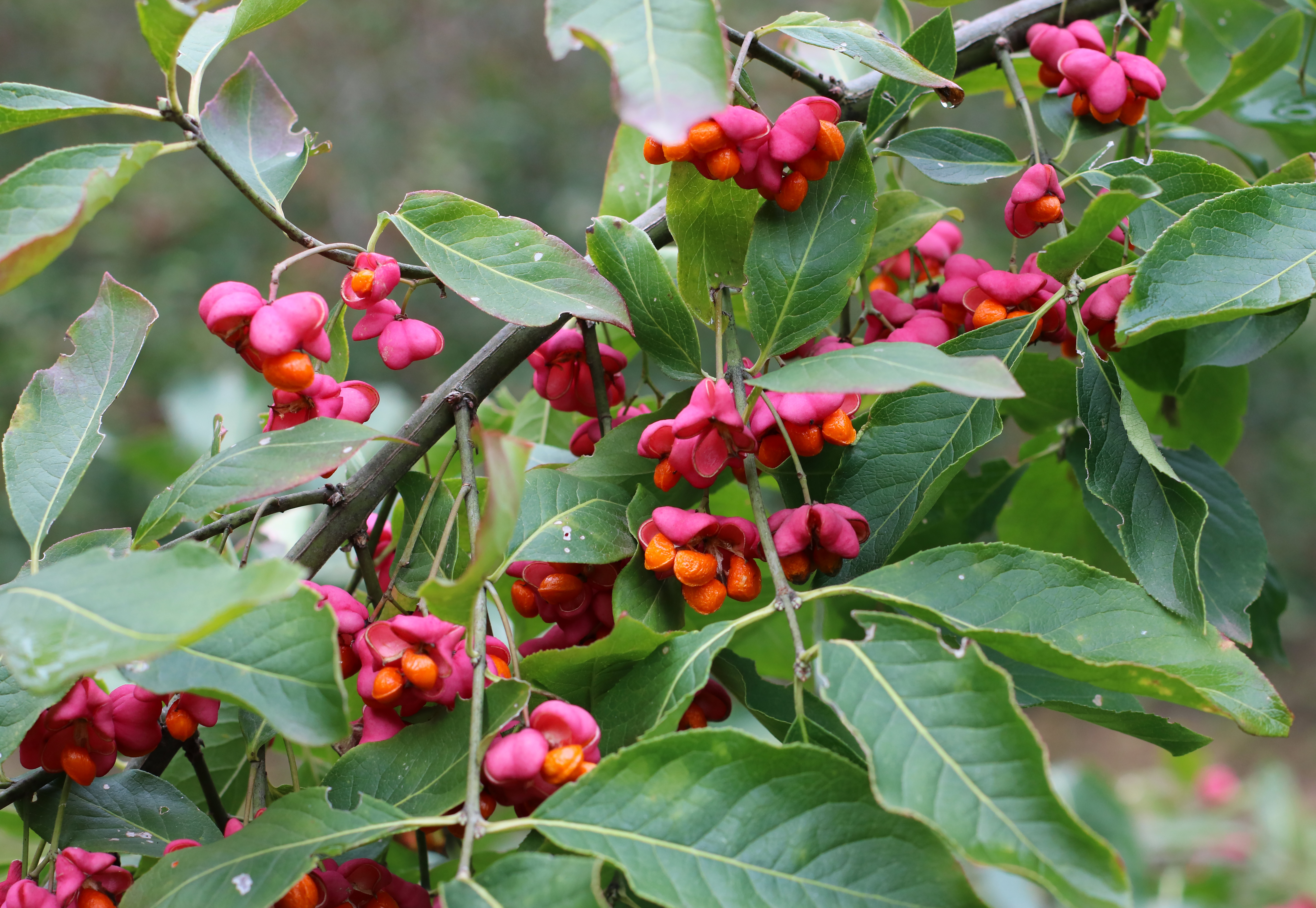
Salbă moale (Euonymus europaeus)

## Descriere
Rezervația naturală a fost declarată arie protejată prin Legea nr.5 din 6 martie 2000 (privind aprobarea Planului de amenajare a teritoriului național - Secțiunea a III-a zone protejate) și reprezintă o zonă de luncă, împădurită cu specii arboricole de stejar (Quercus robur), carpen (Carpinus betulus), frasin (Fraxinus), plop tremurător (Populus tremula); în asociere cu arbusti de salbă moale (Euonymus europaeus), voiniceriu pitic (Euonymus nana), păducel (Crataegus monogyna) sau sânger (Cornus sanguinea).